# Jaroslav Potměšil
Jaroslav Potměšil (10. února 1933 Lom – 10. prosince 2010 Praha) byl český pedagog, docent Fakulty tělesné výchovy a sportu Univerzity Karlovy v Praze a sportovní funkcionář. Byl také trenérem lyžování a v letech 1990 až 1992 předsedou Československého svazu lyžování.

## Mládí a studium
Vyrůstal s bratrem Václavem a sestrou Miladou v rodině tesaře a hostinské v malé obci Lom nedaleko Tábora. Do obecné školy chodil v Maršově a do měšťanské do Malšic a Tábora. Absolvoval (1948–1952) táborské reálné gymnázium, na Odborném učilišti státních pracovních záloh č. 2 v Sezimově Ústí, Kovosvitu v létech 1952–1953 učil český jazyk, občanskou nauku a tělesnou výchovu. Svůj zájem o pedagogický i sportovní růst potvrdil studiem Institutu tělesné výchovy a sportu UK v Praze (ITVS, později FTVS) v letech 1953–1956 a aspiranturou na Katedře turistiky a lyžování ITVS (1956–1957). Vojenskou službu vykonal ve sportovní Dukle Liberec. Absolvoval také francouzskou školu Ecole Nationale de Ski et Alpinisme v Chamonix. V roce 1968 získal titul kandidáta pedagogických věd (CSc.) a o rok později, jako pracovník Fakulty tělesné výchovy a sportu v Praze, titul PhDr.. Měl dvě děti, Kláru a Jana.

## Pedagog
Působil v letech 1958 až 1974 na Fakultě tělesné výchovy a sportu v Praze, v letech 1974–1981 pracoval ve Výzkumném ústavu pro vrcholový sport při FTVS, protože pro své postoje k invazi vojsk Varšavské smlouvy do Československa nesměl učit. Od roku 1990 opět působil na fakultě jako pedagog a v roce 1992, na základě své dosavadní práce a písemných publikací, habilitoval v oboru kinatropologie a získal právo přednášet na vysoké škole jako docent.

## Sport
O sport a zejména lyžování měl zájem od dětství a během studií na táborském gymnáziu začal se sportem vážněji, hlavně s atletikou, lyžováním a basketbalem. Byl členem družstva atletiky Stavebních závodů Tábor. Běhu na lyžích se věnoval aktivně zejména při studiu v Praze, zúčastňoval se domácích i mezinárodních závodů jako reprezentant. Na Akademickém mistrovství světa v Zakopanem obsadil s československou štafetou druhé místo a byl úspěšný i na mistrovství Československa.

### Funkcionář
V roce 1978 byl jmenován ústředním trenérem lyžování Československa a v této funkci se dočkal i do té doby nejúspěšnějších Zimních olympijských her pro Československo, které se konaly v Sarajevu (v lyžování pro republiku zisk čtyř medailí: stříbro získala štafeta žen, bronz Květa Jeriová, Pavel Ploc a Olga Charvátová). Zúčastnil se Zimních olympijských her 1976 v Innsbrucku a Zimních olympijských her 1980 v Lake Placid. Dále Mistrovství světa v severském lyžování v Zakopanem, Oberstdorfu, Oslu, Lahti, Falunu a jinde. Ve Val di Fiemme v roce 1991 jako šéf československého lyžování označil Kateřinu Neumannovou za „hvězdičku spadlou z nebe“. Členem předsednictva a předsedou (1990–1992) Československého svazu lyžařů byl zvolen po roce 1989 a také byl členem komisí pro běh na lyžích a pro světový pohár Mezinárodní lyžařské federace.
Byl stále aktivní jako docent Fakulty tělesné výchovy a sportu Univerzity Karlovy na Katedře pedagogiky, psychologie a didaktiky sportu, zabýval se problematikou sportovního tréninku, zejména pak (po zranění svého syna Jana v roce 1989) problematikou zdravotně postižených, jejich integrací, pohybovými aktivitami a možnostmi studia na Univerzitě Karlově v Praze. Byl předsedou Iniciativy (s výše uvedeným zaměřením) na Univerzitě Karlově, členem komise pro zlepšení podmínek studia zdravotně postižených na Univerzitě Karlově, poradcem Konta Bariéry a garantem Kontaktu bB (bez bariér) – asociace pro studium, rehabilitaci a sport bez bariér.

## Publikace
- Felix Chovanec, Jaroslav Potměšil “Běh na lyžích“ / Lyžování 1979 a 1981 (Olympia)
- Potměšil J., Čichoň, R.: „Pohybové aktivity jako faktor kvality života u populace se zdravotním postižením“. In Hošek, V.;
- Hruša, J. a kol. (spoluautor) „Lyžování zdravotně postižených“ Interski ČR, Praha 1999;
- Dovalil, J. a kol. (spoluautor) „Výkon a trénink ve vyšších nadmořských výškách“, ČOV a UK Praha 2000;
- Potměšil, J.: „ Sport osob se zdravotním postižením v ČR“. In Slepička, P. Sport, stát a společnost. Phare Tempus, Praha 2000;
- Potměšil, J.: „Motivace k provádění sportu u osob se zdravotním postižením“. In Perič, T. Společenské problémy kinantropologie, FTVS UK 2000;
- Potměšil, J., Čichoň, R. : „Pohybové aktivity jako prostředek ovlivnění životního stylu adolescentních dívek s těžkým zdravotním postižením“. In Hošek, V.
- Potměšil, J., Dlouhá, R. a kol.: „Body composition in paraplegic male athletes. In Vivo Body Composition Studies“, Roma, Oct. 2002
- "Chvála pohybu" – ( Noviny Můžeš, červen 2007)
- Jaroslav Potměšil – "Plnohodnotné sportovní vyžití zdravotně postižených – bariéry, impulzy, programy, řešení" – (27.–28. listopadu 2007 na setkání odborníků ze státní, veřejné i soukromé sféry v rámci druhého ročníku odborné konference URBES 2007)